# Léon Pierre Félix

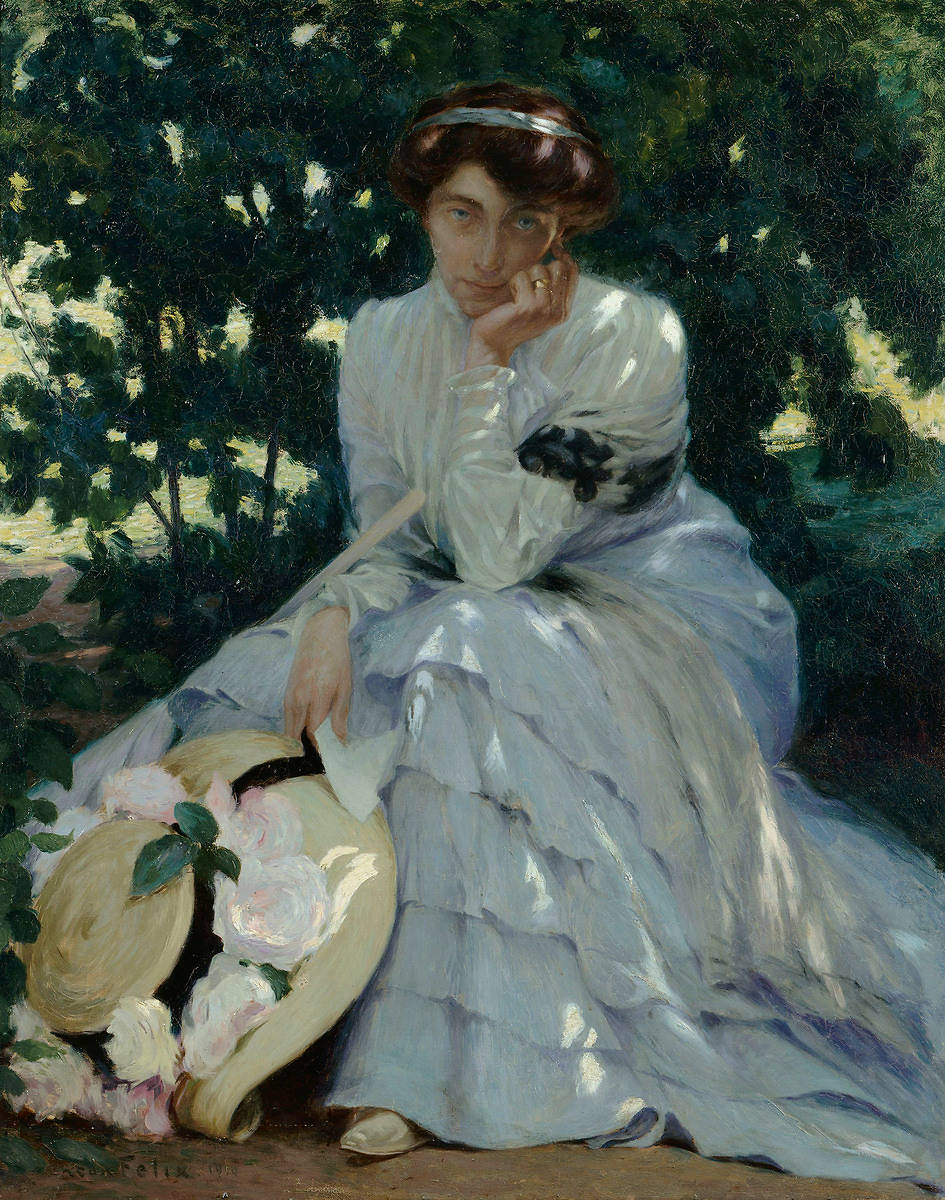
Melancholie

Léon Pierre Félix (* 17. August 1869 in Périgueux; † 1940) war ein französischer Genremaler und Kunstpädagoge.
Léon Pierre Félix wurde als Sohn eines Karosseriebauers geboren. Seit seinen 12 Jahren litt er an einer fortschreitender Lähmung. Ab 1888 studierte er an der École des beaux-arts de Paris. Er wurde Schüler von Léon Bonnat, Jules-Charles Aviat, Fernand Cormon, Tony Robert-Fleury und William Bouguereau.
Er zeigte seine Werke ab 1894 auf den Salons der Société des Artistes Français.
Auf der Weltausstellung Paris 1900 erhielt er eine lobende Erwähnung, 1903 eine Medaille der 2. Klasse und 1908 den Marie-Bashkirtseff-Preis.
Im Jahre 1910 bekleidete er den Posten des Peintre Officiel de la Marine. Am 26. Mai 1914 wurde Léon Pierre Félix zum Ritter der Ehrenlegion ernannt. Er wurde zunächst 1915 Zeichenlehrer in Orange (Vaucluse), dann zwischen 1916 und 1917 am Lyzeum in Nizza. Im Juli 1917, im Ersten Weltkrieg, wurde er zum Kriegsmaler an die französischen Ostfront berufen.
1926 wurde er zum Mitglied der Jury der Société des Artistes Français gewählt. In der Zwischenkriegszeit nahm er häufig an den Salons in Périgueux und Paris teil, wo er 1921 und 1936 zwei Ehrenpreise erhielt. Auf der Weltfachausstellung Paris 1937 erhielt er eine Auszeichnung.